# Катеначчо

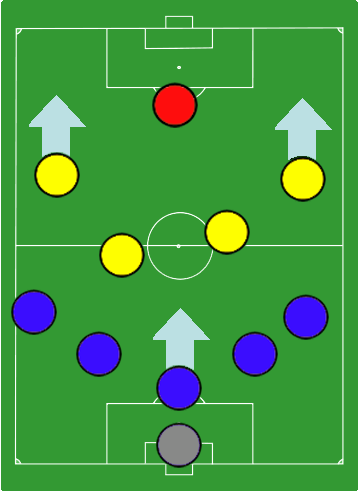
Verrou (Цепь) Карла Раппана

Катеначчо (итал. Catenaccio) — тактическая схема в футболе с акцентом на оборону и совершаемые тактические фолы; в переводе с итальянского означает приблизительно следующее: дверь, которую невозможно пройти, или (дословно) дверной засов. Катеначчо подразумевает высокую организацию игры и эффективную защиту, что позволяет свести к минимуму возможность прохождения через неё игроков соперника.
Впервые эту тактику, получившую название «Волжская защепка», в сезоне 1947 года применил советский клуб «Крылья Советов», но распространение в мире получила благодаря аргентинскому тренеру миланского клуба «Интернационале» 1960-х годов Эленио Эррере. После того, как миланцы забивали гол, они тут же перестраивали своё местоположение на поле под катеначчо, таким образом удерживая победный счёт.
Однако эта тактическая схема сыграла злую шутку с «Интернационале» в финале Кубка Европейских Чемпионов 1967. Уже на 8-й минуте матча Алессандро Маццола реализовал пенальти, после чего футболисты ушли в глухую оборону. Их соперником в той битве был шотландский «Селтик» — напротив, одна из самых атакующих команд европейского клубного футбола. В итоге шотландцы победили со счётом 2:1, имея при этом более 40 моментов для взятия ворот. Фиаско повлекло за собой многочисленную критику катеначчо; после игры Эленио Эррера был вынужден признать: «Селтик заслужил победу, и эта победа — победа для всего спорта».
Большое влияние на катеначчо оказала схема, введённая австрийским тренером Карлом Раппаном и называвшаяся verrou (буквально: «цепь»). Будучи наставником Швейцарии, Раппан ввёл позицию свиппера — защитника, который располагался практически рядом с вратарём; четыре остальных игрока обороны «веером» расходились к краям поля, так что два последних крайних игрока фактически играли роли фланговых полузащитников. Клуб «Падова» Нерео Рокко использовала подобную систему в 1950-е годы, а после её перенял «Милан».
Если рассматривать расположение игроков при verrou, то оно будет выглядеть следующим образом:
1. Голкипер
2. Свиппер (оттянутый к вратарю защитник)
3. Левый центральный защитник
4. Правый центральный защитник
5. Левый латераль (защитник атакующего плана)
6. Правый латераль
7. Опорный полузащитник (полузащитник обороняющегося плана)
8. Плеймейкер (атакующий полузащитник; распасовщик)
9. Левый полузащитник
10. Правый полузащитник
11. Страйкер (ярко выраженный форвард)

Тактика Нерео Рокко, которую также называют «чистым» катеначчо, была впервые продемонстрирована в 1947 году «Триестиной»: наиболее общая схема сводилась до 1—3—3—3, иногда она модифицировалась в 1—4—4—1 и 1—4—3—2. В том сезоне Триестина финишировала на рекордном для себя четвёртом месте.
Ключевой инновацией катеначчо было введение в обращение позиции либеро («свиппер», «свободный защитник», жарг. «чистильщик»), чьи обязанности сводились к подстраховке впереди стоящих защитников и (иногда) «обезвреживанию» нападающих противника. С другой стороны, революционной стала тактика контратак, основанная на быстром выходе из обороны в атаку посредством длинных забросов мяча вперёд. В версии Эрреры каждый из защитников также отвечал за определённого игрока нападения соперника, то есть была введена персональная опека игроков.
В настоящее время (с 2000-х) для подобной тактики «от (глухой) обороны» применяют и термин «автобус».